# سايبرنت

سايبرنت (بالإنجليزية: Cybernet) (المعروف أيضا باسم:interactive) ويُسمى جيم باور في الدبلجة العربية) كان عبارة عن مجلة أسبوعية لألعاب الفيديو، تم بثه في الأصل طوال الليل على شبكة آي تي في في المملكة المتحدة تم تكليف البرنامج من قبل تلفزيون يوركشاير وتم إنتاجه بواسطة Capricorn Programs (الذي أنتج أيضًا أفلامًا وألعابًا ومقاطع فيديو مماثلة) كما تم بثه على قناة هيئة إذاعة جبل طارق في جبل طارق تم بثه أيضًا على محطات تلفزيونية مختلفة في جميع أنحاء العالم.

## البث العربي
تمت دبلجة البرنامج من قبل مركز الزهرة وتم عرضه على قناة سبيستون باسم سبيس تون إنتراكتف جيم وسبيس باور باسم جيم باور رغم أن البرنامج الأصلي إسمه هو  سايبرنت وكان المعلق الصوتي للبرنامج المدبلج سامر رضوان